# 谷開来
谷 開来（こく かいらい、1958年11月15日 - ）は中華人民共和国の弁護士。夫は政治家の薄熙来。

## 概要
中国人民解放軍少将である谷景生と日中戦争時に婦人救援会幹部であった范承秀の五女として生まれる。出生時の名前は「谷開莱」で幼名は「小麗」であった。
1966年に文化大革命が起こり、父母が党幹部であったことから攻撃対象となり投獄され姉たちは農村に下放されたことで、ひとり家に取り残され、子供ながら左官屋の仕事をしたり食肉店で肉を切る仕事を手伝って生計をたてた。肉を切る仕事では配給制の中でグラム単位で正確に切り取ることができたとされる。また、谷は未来を見通せる仕事がしたいとして琵琶演奏技術を習得した。北京電影楽団の録音ファイルにある毛沢東逝去に関する記録映画のフィルムで流れている琵琶の演奏者は谷と言われている。
文化大革命終了後の1977年に高考が再開された際に北京大学を受験。数学を全く勉強したことのない谷は数学の試験を殆ど白紙で提出するも、文学に関しては素晴らしい才能を見せて試験官を感動させ、北京大学に合格したとされる。1978年から1982年まで学部で勉強し、卒業後に北京大学大学院修士課程に進学し、国際政治学を学んで修士学位を取得。
1987年に遼寧省で幹部だった薄熙来と結婚。1988年に弁護士資格を取得して北京市で弁護士事務所を開設。遼寧省大連市に支部を作り、遼寧省の司法や検察を抑えていた夫の政治力を背景に投資コンサルタントとして活躍し、多くの企業から谷への顧問弁護士の依頼が殺到した。
アメリカで中国人の弁護士として初めて、米中間のビジネスに関する訴訟で勝訴した。そこで1997年に「勝訴在美国」（アメリカで勝訴）という本にまとめ、「中国のジャクリーヌ」と呼ばれた。
2007年に夫が重慶市党委員会書記に任命されたことで、谷も重慶市に移り住んだ。夫が大連市長を勤めていた時代から懇意にしていたイギリス人実業家のニール・ヘイウッドとは長男のイギリス留学や一族の隠し財産をマネーロンダリングという形で外国に不正送金させており、緊密な関係を築いていたが、金銭に絡む諍いが発生したため、夫の生活秘書と共謀し、2011年11月15日に重慶市のホテルの一室で夫の生活秘書が青酸カリをヘイウッドに飲ませて殺害した。重慶市公安当局は当初、ヘイウッドの死因を急性アルコール中毒による事故死として処理しており、遺体は司法解剖もされないまま火葬されていた。しかしヘイウッドは禁酒家であったため、殺人の疑惑が急浮上した。再捜査の結果、谷と生活秘書がヘイウッドを殺害したことが明らかになり、2012年4月10日に２人は身柄拘束された。
2012年8月20日に谷には執行猶予2年付きの死刑判決、夫の生活秘書には懲役9年の判決が言い渡され、両名とも控訴せずに判決が確定した。2015年12月に谷は北京市高級人民法院によって無期懲役に減刑された。